# Donja Čemernica
Donja Čemernica – wieś w Chorwacji, w żupanii sisacko-moslawińskiej, w gminie Topusko. W 2011 roku liczyła 170 mieszkańców.